# 碧水岩宝林禅寺
碧水岩宝林禅寺，是位于中国福建省宁德市周宁县李墩镇楼坪村北洋自然村的一个清代石窟寺，2016年入选周宁县第四批文物保护单位。
碧水岩宝林禅寺始建于明朝成化十八年（1482年），清朝顺治年间重建，光绪三年（1877年）再建。主体建筑为大雄寶殿，面宽三间，进深三间，东侧设有观音堂，西侧生活用房，禅寺位于巨大岩石下方凹陷处，建筑总面积970平方米，为悬山顶、穿斗式结构，房顶为木板盖顶，无瓦片。宝林寺山门为悬山顶，土木结构，坐西向东，已损毁严重。